# Vimāna

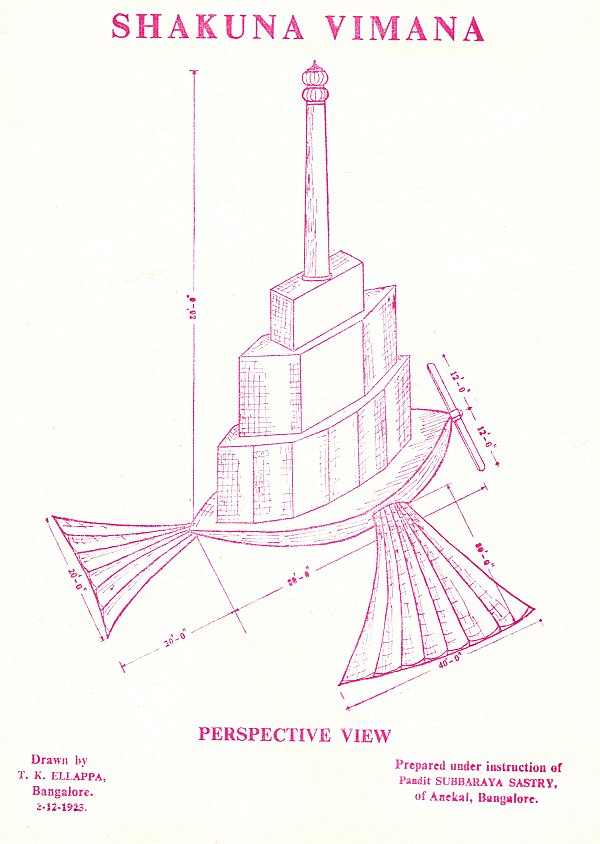

Een vimāna is een vliegende machine, die wordt beschreven in oeroude teksten uit India.
In deze teksten wemelt het van verwijzingen naar deze vliegende machines, zelfs het gebruik gedurende een oorlog. Vimānas konden zich zowel door de aardse atmosfeer, in de ruimte als onder water voortbewegen.
Beschrijvingen in de Veda's en latere Indiase literatuur beschrijven tot in detail de verschillende vormen en grootten:
- In de Vedas: de zon, strijdwagens met vliegende wielen voortgetrokken door beesten gewoonlijk paarden, (de strijdwagen van de Vedische god Pūsan wordt echter voortgetrokken door geiten).

Het woord komt uit het Sanskriet en schijnt te betekenen vimāna = "apart — is reeds gemeten". Het woord duidt eveneens op een deel van een hindoetempel. De betekenis van het woord zou op onderstaande stapsgewijze manier kunnen zijn gewijzigd:
- Een stuk land wordt gemeten en apart gehouden voor heilige doelen.
- Tempel.
- Een paleis van een god.
- In de Rāmāyana: de duivel-god Rāvana's vliegende paleis genaamd Pushpaka.
- In latere Indische geschriften: andere vliegende voertuigen, en soms in de poëtische zin voor gewone grond voertuigen.

In enkele moderne Indiase talen (bijvoorbeeld Gujarati), betekent het woord vimāna een gewoon normaal vliegtuig.
Het boeddhistische boek Vimānavatthu (Pali voor "Vimāna Verhalen") gebruikt het woord "vimāna" met een andere betekenis: "een klein stukje tekst dat dient ter inspiratie voor een monnik".
Volgens sommige sensationele en door archeologie weersproken 20e- en 21e-eeuwse boeken over 'mythische beschavingen' zoals Atlantis en Lemuria wordt beweerd dat de mythen van de Mahabharata een vervormde beschrijving zijn van echte gebeurtenissen in een ver verleden. Er zouden toen, in of vlak na de ijstijd, verschillende wereldrijken bestaan hebben die een vergevorderde technologie gebruikten waaronder vliegende machines en zelfs atoomkracht technologie. In een oorlog zouden deze oude rijken elkaar vernietigd hebben met onder andere kernwapens waarbij nog maar enkel sporen zijn overgebleven in mythen en legenden over een 'gouden eeuw' in het verre verleden.